# Stora Chicagobranden

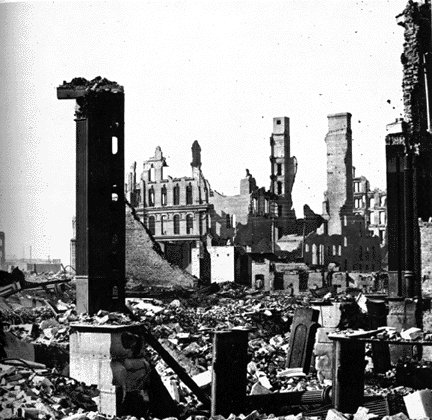
Ruiner i hörnet Dearborn- och Monroe Street.

Stora Chicagobranden, på engelska The Great Chicago Fire, var en brand som mellan 8 och 11 oktober 1871 ödelade stora delar av staden Chicago i USA. Branden startade i eller i närheten av en lada hos familjen O'Leary på DeKoven Street i stadens sydvästra delar vid 21-tiden, söndagen 8 oktober 1871. Branden spred sig norrut över de centrala delarna, på tisdagen kom det regn som hjälpte till att få kontroll över den. Det uppskattas att 300 människor dog och ungefär 100 000 människor blev hemlösa. I brandens spår förekom plundring och annan laglöshet vilket ledde till att undantagstillstånd infördes som kontrollerades av militär. Undantagstillståndet varade i flera veckor efter branden. Efter branden infördes strikta regler för nybyggnationer som ledde till höga stenbyggnader och senare de första skyskraporna. Återuppbyggnaden gav staden ett ekonomiskt uppsving och kraftig befolkningstillväxt. När branden bröt ut bodde omkring 350 000 människor i Chicago, nio år senare bodde där en halv miljon och 1890 hade staden mer än en miljon invånare. Före den stora branden var Chicago uppmärksammat för sin grönska och staden var känd som the Garden City ("Trädgårdsstaden"). De höga kontorsbyggnaderna, som särskilt byggdes i de centrala delarna som kallades The Loop, förändrade stadsbilden. Husen gjordes högre med modern teknik genom att man konstruerade dem med den nya stålskelett-metoden och byggde in hiss.

## Förlopp
Sommaren 1871 hade varit ovanligt torr och följdes av en varm och torr höst. Staden hade vuxit snabbt och var till stora delar en tätbebyggd kåkstad. Dess byggnader var genomgående gjorda av trä, ofta med tjärade tak och under söndagen blåste en kraftig sydvästlig vind. Enligt traditionen startade branden i Mrs O'Learys lada då hennes ko Daisy stötte till en lykta. Det ryktet spreds medan branden fortfarande pågick, men har sedan reviderats. O'Leary hade invandrat från Irland och ryktena hade främlingsfientliga och anti-katolska förtecken. Ryktena överlevde men på 1930-40-talet blev de istället för anklagande mer urskuldande och familjen O'Leary betraktades som oskyldigt drabbade under svåra omständigheter. Det har aldrig visats att det var exakt hos familjen O'Leary branden startade och år 1997 fick familjen officiellt återupprättelse av stadens räddningstjänst.
Brandmännen i staden var utmattade redan innan 8 oktober, det hade i genomsnitt varit två bränder dagligen under sommaren och 20 bränder veckan innan. De som blev kallade till branden var redan trötta efter att ha släckt en annan brand. De åkte först fel och när de kom fram kunde de inte få kontroll över elden som spred sig i den kraftiga vinden. De hoppades att Chicagoflodens södra avgrening skulle utgöra en naturlig barriär, men gnistor och brinnande material spreds enkelt över till andra sidan. Bland annat bildade det varma virvelvindar när den upphettade luften snabbt steg i hetluftpelare som tryckte ner svalare luft, vilket skapade en skorstenseffekt som födde sig själv när den svala luften värmdes upp och fördes upp i pelarna. Virvelvindarna som skapades slungade inte bara glödbitar utan även brinnande husdelar långt framför sig. Branden sträckte sig genom staden och det var först när den passerat de tätbebyggda områdena och kom till glesare delar norr om staden som den stannade upp. Befolkningen fick kontroll över elden när den hade mindre bränsle och de fick hjälp av ett regnväder som började den 10 oktober.

## Efter branden
Redan före branden hade Chicago haft en snabb utveckling, den var en knutpunkt för järnvägen tvärsöver landet och hade vuxit från en liten handelsstation med några tusen invånare när den fick stadsrättigheter 1837 till USA:s fjärde största stad med 300 000 invånare vid tiden för branden. Det hade också lett till att staden var dåligt reglerad med en stor andel enkla byggnader. Tidningen Chicago Tribune hade varnat för bränderna och manat till att något måste göras hela sommaren. Det skedde en del bakslag direkt efter branden med försäkringar som inte kunde betalas, fuskbyggen och ekonomisk recession, men i ett större perspektiv fanns det stora ekonomiska incitament att återuppbygga staden. Större delen av Chicagos industri klarade sig från branden, liksom tågförbindelserna. Inne i city började flera arkitektfirmor och byggherrar tävla om att bygga högst, snabbast och smartast, men ändå med en reglerad plan. Stenhusen med självbärande väggar kunde inte göras högre eftersom de nedersta våningarna fick för tjocka väggar. Ny teknik introducerades där ett fackverk av stål skapade ett skelett på vilket väggarna hängdes upp. Stålstrukturen kunde bära flera våningar och år 1884 byggdes Home Insurance Building som kallas den första skyskrapan. Det är till ochmed möjligt att stadens modernisering och expansion hindrats om inte branden hade inträffat. År 1893 var Chicago värd för världsutställningen World's Columbian Exposition, staden hade då en miljon invånare och utställningen tog emot 27 miljoner besökare. Världsutställningen presenterades som ett bevis för att staden rest sig efter den stora branden. Chicagos flagga introducerades 1917 och hade då två stjärnor. Den ena stod för branden och den andra för världsutställningen.

## Källhänvisningar
1. 1 2  ”Chicago Fire of 1871 - Facts & Summary”. HISTORY. http://www.history.com/topics/great-chicago-fire. Läst 16 november 2016.
2. ↑   Chicago i Nationalencyklopedins nätupplaga. Läst 24 mars 2015.
3. ↑  ”The Great Conflagration”. The Great Chicago Fire & The Web of Memory. https://www.greatchicagofire.org/great-conflagration/. Läst 16 november 2016.
4. ↑  ”The O'Leary Legend”. The Great Chicago Fire & The Web of Memory. https://www.greatchicagofire.org/oleary-legend/. Läst 16 november 2016.
5. ↑  Steve Mills (6 oktober 1997). ”Mrs. O'leary, Cow Cleared By City Council Committee”. Chicago Tribune. Arkiverad från originalet den 24 november 2016. https://web.archive.org/web/20161124113121/http://articles.chicagotribune.com/1997-10-06/news/9710070022_1_daniel-peg-leg-sullivan-mrs-o-leary-catherine-o-leary. Läst 16 november 2016.
6. ↑  ”American Experience | Chicago: City of the Century | People & Events”. www.pbs.org. Arkiverad från originalet den 11 september 2013. https://web.archive.org/web/20130911172444/http://www.pbs.org/wgbh/amex/chicago/peopleevents/e_fire.html. Läst 17 november 2016.
7. ↑  ”The Great Chicago Fire”. http://www.u-s-history.com/pages/h1854.html. Läst 17 november 2016.
8. ↑  ”Chicago: City of the Century -People & Events”. American Experience, PBS. Arkiverad från originalet den 11 september 2013. https://web.archive.org/web/20130911172444/http://www.pbs.org/wgbh/amex/chicago/peopleevents/e_fire.html. Läst 17 november 2016.
9. ↑  Society, National Geographic (25 januari 2011). ”National Geographic Society”. http://nationalgeographic.org/news/chicago-fire-1871-and-great-rebuilding/. Läst 17 november 2016.
10. ↑  Ryan Marx, Kori Rumore (13 juni 2016). ”Chicago's flag: The history of every star and every stripe”. Chicago Tribune. http://www.chicagotribune.com/news/ct-chicago-flag-origins-flag-day-htmlstory.html. Läst 17 november 2016.